# 沙央くらま
沙央くらま（日语：／，3月3日—），前寶塚歌劇團專科男役，暱稱。東京都中野區人，畢業於明星學園中學校，身高168公分，O型。

## 簡介
- 2001年，進入寶塚歌劇團，87期生。[1][6][7][8]同期生有龍真咲(前月組主演男役)[6][8]、早霧聖奈(前雪組主演男役)[6][8]、和音美桜(前宙組娘役)。[8]初次登台表演是宙組公演『ベルサイユのばら2001(凡爾賽玫瑰2001)』。[1][2][3][4][7][8][9][10][11]，之後被分配到雪組。[1][2][3][4][7][8][10]
- 2006年，擔任『ベルサイユのばら(凡爾賽玫瑰)』新人公演主角[2][3][4][6][9][10][11]，翌年『エリザベート(伊莉莎白)』新人公演再次擔任主角。[2][3][4][6][9][10][11]
- 2009年，和早霧聖奈一起擔任寶塚Bow Hall、日本青年館公演『雪景色』主角。[3][4][9][12][13]
- 2013年3月1日，被調去月組[1][4][7][10]；翌年12月28日再被調至專科。[1][7][10]
- 2018年2月11日，『ひかりふる路（みち）〜革命家、マクシミリアン・ロベスピエール〜(光照之路〜革命家馬克西米連・羅伯斯比〜)』東京公演結束後，退出寶塚歌劇團。[1][7][10]
- 退團後成為Linus Entertainment(ライナスエンターテイメント)公司旗下演員[14]，以舞台表演為主。2022年宣布已和演員大貫勇輔結婚，並且有一個孩子。[15]

## 寶塚歌劇團時期

### 初舞台
- 2001年4-5月 寶塚大劇場 『ベルサイユのばら2001-フェルゼンとマリー・アントワネット編-(凡爾賽玫瑰2001-菲爾遜和瑪麗·安東妮篇)』[16]

### 雪組時期
- 2001年10月-2002年2月 『愛 燃える(燃燒的愛-吳王夫差)』『Rose Gaeden(玫瑰花園)』新人公演 飾演:伍友(正式公演:音月桂)[11]
- 2002年5月-9月 『追憶のバルセロナ(追憶的巴塞隆納)』『ON　The　5th』
- 2003年1月-5月 『春麗の淡き光に(春麗的淡光)』『Joyful!!(喜悅)』新人公演 飾演:碓井貞光(正式公演:音月桂)[17]
- 2003年3月 寶塚Bow Hall 『戀天狗』飾演:小天狗[11]
- 2003年6月-7月 寶塚Bow Hall 『アメリカン・パイ(美國派)』飾演:ロバート(羅伯特)[18]
- 2003年8月-12月 『Romance de Paris(巴黎羅曼史)』『レ・コラージュ(拼貼畫)』新人公演 飾演:ディミトリ(迪米崔)(正式公演:音月桂)[19]
- 2004年1月-2月 中日劇場 『Romance de Paris(巴黎羅曼史)』『レ・コラージュ(拼貼畫)』飾演:ラファエル(拉斐爾)[20]
- 2004年11月-2005年2月 『青い鳥を捜して(尋找青鳥)』飾演:ミシェル(米歇爾) 新人公演 飾演:ミルボン(米爾邦)(正式公演:壯一帆)『タカラヅカ・ドリーム・キングダム(寶塚夢幻王國)』[21]
- 2005年4月-5月 寶塚Bow Hall 『さすらいの果てに(流浪者的盡頭)』飾演:エドウィン中尉(艾德溫中尉)[11][22]
- 2005年6月-10月 『霧のミラノ(霧之米蘭)』飾演:レオナルド(李奧納多) 新人公演 飾演:エルコレ(艾爾科萊)(正式公演:壯一帆)『ワンダーランド(水煙)』[23]
- 2005年11月 『銀の狼(銀之狼)』『ワンダーランド(水煙)』飾演:バチスタ(巴斯帝塔)[24]※全國巡迴公演
- 2006年2月-5月『ベルサイユのばら(凡爾賽玫瑰)』飾演:小公子、衛兵隊士 新人公演 飾演:オスカル・フランソワ・ド・ジャルジェ(奧斯卡·法蘭索瓦·德·傑爾吉)(正式公演:朝海光)[2][3][4][6][9][10][11][25][26][27]＊第一次擔任新人公演主角
- 2006年7月 『ベルサイユのばら(凡爾賽玫瑰)』飾演:ジェローデル(吉羅戴爾)[28]※全國巡迴公演
- 2006年9月-12月 『堕天使の涙(墮天使之淚)』飾演:エミール(艾米爾) 新人公演 飾演:エドモン(艾德蒙)(正式公演:壯一帆)『タランテラ！(塔朗泰拉)』[29]
- 2007年2月-3月 寶塚Bow Hall 『ノン ノン シュガー!!(不加糖)』飾演:J、ブルート(布魯特)[30]※一人分飾兩角
- 2007年5月-8月 『エリザベート－愛と死の輪舞－(伊莉莎白-愛與死的輪舞)』飾演:シュテファン(史蒂芬) 新人公演 飾演:トート(托特)(正式公演:水夏希)[2][3][4][6][9][10][11][31][32]＊擔任新人公演主角
- 2007年9月-10月 『星影の人(星影之人)』飾演:井上源三郎『joyful!!Ⅱ(喜悅2)』[2][33]※全國巡迴公演
- 2008年1月-3月 『君を愛してる(我愛你)』飾演:スカパン(斯卡賓) 新人公演 飾演:レオン神父(里歐神父)(正式公演:未来優希)『ミロワール(鏡子)』[34]
- 2008年5月-6月 寶塚Bow Hall 『凍てついた明日(凍結的明日，改編「邦妮和克萊德」)』飾演:レイモンド(雷蒙德)[35]
- 2008年8月-11月 『ソロモンの指輪(所羅門的戒指)』『マリポーサの花(野薑花)』飾演:イヴァン(伊萬)[36]
- 2008年12月-2009年1月 梅田藝術劇場、TBS赤坂ACT劇場 『カラマーゾフの兄弟(卡拉馬佐夫兄弟)』飾演:アレクセイ・カラマーゾフ(阿列克塞·費堯多羅維奇·卡拉馬助夫)[37][38]
- 2009年3月-5月 『風の錦絵(風之錦繪)』『ZORRO 仮面のメサイア(蒙面的救世主-蘇洛)』飾演:ブレイブ・バッファロー(布雷夫・巴比祿)[39]
- 2009年7月-10月 『ロシアン・ブルー-魔女への鉄槌-(俄羅斯藍貓-魔女的鐵鎚)』飾演:ロジャー・ドリトル(羅傑・杜莉特爾)『RIO DE VRAVO!!』[40]
- 2009年11月-12月 寶塚Bow Hall、日本青年館『雪景色』第一幕 飾演:小四郎/三五郎、第二幕 飾演:伊左次/吉藏・第三幕 飾演:伊予三郎忠嗣/伊予四郎信嗣 [1][3][4][9][12][13][41][42][43]＊寶塚Bow Hall公演、東上(東京特別公演)雙主演之一
- 2010年2月-4月 『ソルフェリーノの夜明け(索爾費里諾的黎明)』飾演:カルドナ(卡多納)『Carnavale（カルネヴァーレ） 睡夢（すいむ）(狂歡節，沉睡的夢)』飾演:インナモラート(因莫拉圖)[44]
- 2010年3月  宝塚ホテル(寶塚飯店)彩吹真央ディナーショー『Thank you』(彩吹真央晚餐秀「感謝」)[45]
- 2010年6月-9月 『ロジェ(羅傑)』飾演:マキシム(馬克西姆)『ロック・オン！(鎖定)』[46]
- 2010年10月-11月 梅田藝術劇場、日本青年館 『はじめて愛した(我第一次愛上了你)』飾演:クリッツィ(克里茲)[47][48]
- 2011年1月-3月 『ロミオとジュリエット(羅密歐與茱麗葉)』飾演:乳母(奶娘)[3][6][49]
- 2011年4月-5月 『黒い瞳(黑之瞳,改編普希金原作小說「上尉的女儿」)』飾演:シヴァーブリン少尉(什瓦布林少尉)『ロック・オン！(鎖定)』[50]※全國巡迴公演
- 2011年7月 梅田藝術劇場 『ハウ・トゥー・サクシード(一步登天/How to Succeed in Business Without Really Trying)』飾演:ギャッチ(蓋奇)[51]
- 2011年9月-11月『仮面の男(鐵面人，改編大仲马原作小說)』飾演:サンマール(聖馬丁)『ROYAL STRAIGHT FLUSH!!(皇家同花順)』[52]
- 2012年1月 寶塚Bow Hall 『インフィニティ(金碧輝煌)』[53]
- 2012年3月 『ドン・カルロス(唐・卡洛斯，改編席勒原作戲劇)』飾演:ティツィアーノ(齊提亞諾)『Shining Rhythm！(閃耀的節奏)』[54]
- 2012年7月-8月  梅田藝術劇場、博多座 『フットルース(渾身是勁)』飾演:ウィラード(維拉德)[55][56]
- 2012年10-12月『JIN-仁-(仁者俠醫)』飾演:佐分利祐輔『GOLD SPARK!-この一瞬を永遠に-(金色的火花!此刻永恆)』[57]
- 2013年2月 中日劇場 『若き日の唄は忘れじ(忘不了年少時的歌，改編藤澤周平原作小說「蟬時雨」)』飾演:島崎與之助『Shining Rhythm！-新たなる誕生-(閃耀的節奏-新生)』[58]

### 月組時期
- 2013年5月 梅田藝術劇場 『ME AND MY GIRL』飾演:チャールズ・ヘザーセット(查爾斯・赫瑟斯特)/セドリック・パーチェスター(賽德里克・佩爾切斯特)※和星條海斗輪流飾演[4][59]
- 2013年7-10月『ルパン-ARSÈNE LUPIN-(亞森羅蘋,改編莫里斯·盧布朗原作小說「羅蘋最後之戀」)』飾演:トニー・カーベット(東尼・卡貝特)『Fantastic Energy!(神奇的能量)』[60]
- 2013年11-12月 『JIN-仁-(仁者俠醫)』飾演:坂本龙马『Fantastic Energy!(神奇的能量)』[10][61]※全國巡迴公演
- 2014年1月 梅田藝術劇場 『風と共に去りぬ(亂世佳人)』飾演:アシュレ・ウィルクス(衛希禮)[62]
- 2014年3-6月『宝塚をどり(寶塚舞蹈)』『明日への指針-センチュリー号の航海日誌-(明日的指針-世紀號的航海日誌)』飾演:サイモン(西蒙)[63]『TAKARAZUKA 花詩集100!!(寶塚花詩集100!)』
- 2014年7-8月 博多座 『宝塚をどり(寶塚舞蹈)』『明日への指針-センチュリー号の航海日誌-(明日的指針-世紀號的航海日誌)』飾演:サイモン(西蒙)[64]『TAKARAZUKA 花詩集100!!(寶塚花詩集100!)』
- 2014年9-12月『PUCK（パック）』飾演:ヘレン(海倫)『CRYSTAL TAKARAZUKA-イメージの結晶-(水晶寶塚-想像的結晶)』[10][65]

### 專科時期
- 2015年2-3月 宝塚ホテル(寶塚飯店)沙央くらまディナーショー『SORRISO』(沙央くらま晚餐秀「微笑」)[66]
- 2015年4-7月 月組公演 『1789-バスティーユの恋人たち-(1789-巴士底獄的戀人們)』飾演:ジョルジュ・ジャック・ダントン(乔治·雅克·丹东)[67]
- 2015年8月 寶塚Bow Hall 專科公演『オイディプス王(伊底帕斯王)』飾演:羊飼い(牧羊人)[68]
- 2016年1-3月 宙組公演『Shakespeare〜空に満つるは、尽きせぬ言の葉〜(莎士比亞-整片天空中，說不盡的言語)』飾演:リチャード・バーベッジ(理查德・博巴齊)『HOT EYES!!(熱情的眼眸)』[69]
- 2016年6-9月 月組公演 『NOBUNAGA〈信長〉-下天の夢-(信長-天下的夢)』飾演:覺慶『Forever LOVE!!(永遠的愛)』[70]
- 2017年2月 宝塚ホテル(寶塚飯店) 沙央くらまディナーショー「KURAMA」(沙央くらま晚餐秀「KURAMA」)[71]
- 2017年7-10月 月組公演『All for One〜ダルタニアンと太陽王〜(All for One～達太安與太陽王～)』飾演:モンパンシェ公爵夫人(蒙龐西耶女公爵)[72][73][74]
- 2017年11月-2018年2月 雪組公演 『ひかりふる路（みち）〜革命家、マクシミリアン・ロベスピエール〜(光照之路〜革命家馬克西米連・羅伯斯比〜)』飾演:カミーユ・デムーラン(卡米耶·德穆兰)『SUPER VOYAGER!-希望の海へ-(超級航海家-希望之海)』[75]＊退團公演

## 寶塚歌劇團退團後
- 2019年1-2月 赤坂レッドシアター(赤坂紅劇院) 『花の秘密』(花的秘密)
- 2019年6-7月 シアタークリエ(創新劇院)、日本特殊陶業市民會館、梅田藝術劇場 『CLUB SEVEN ZERO II』

## 外部連結
- 沙央くらま個人官方網站
- 沙央くらま個人instagram
- 沙央くらま個人twitter
- ena Entertainment網站沙央くらま個人簡介
- Linus Entertainment官網沙央くらま個人簡介
- 一般社団法人日本ポピュラー音楽協会網站沙央くらま訪談報導
- cloudcasting網站沙央くらま個人簡介
- oricon news網站沙央くらま個人簡介 （页面存档备份，存于）
- 東京都會電視台網站沙央くらま簡介宝塚カフェブレイク登場人物沙央くらま，存档于Archive.today（存檔日期 20250423）